# Marina Aleksandrowa
Marina Andrejewna Aleksandrowa, ros. Мари́на Андре́евна Алекса́ндрова; właśc. Marina Andrejewna Pupienina, ros. Мари́на Андре́евна Пупе́нина  (ur. 29 sierpnia 1982 w Kiskunmajsa) – rosyjska aktorka, występowała w roli Marii Aleksandrownej Romanowej w serialu Biedna Nastia.

## Życiorys
Jest jedynym dzieckiem podpułkownika armii radzieckiej stacjonującego na Węgrzech. Do Rosji przeniosła się wraz z rodziną w 1987 r. Po ukończeniu szkoły muzycznej w klasie harfy zaczęła studia aktorskie.
Karierę aktorską rozpoczęła w wieku 17 lat, debiutując w serialu Imperia pod udarom.

## Życie prywatne
W latach 2005-2007 była w nieformalnym związku z Aleksandrem Domogarowem. 7 czerwca 2008 wyszła za mąż, za aktora Iwana Stiebunowa.

## Filmografia

### Filmy fabularne
- Babuszka Ada (Rosja, 2011)
- All Inclusive ili Vsio vkluczeno (Rosja, 2011) jako Anna
- Krysołowka (Oryginalny tytuł: Rotilõks) (Estonia, 2011)
- Zajcew, żgi! (Rosja, 2010)
- Priaczsia! (Rosja, Niemcy, 2010) jako Irina
- Krasnyj łod. Saga o chantach (Rosja, 2009)
- Krutoj marszrut (Rosja, 2008) jako Karolla
- Stritrejserzy (Rosja, 2008) jako Katia, dziewczyna Dokera
- Sczastie ty mojo (Rosja, 2005)
- I szol pojezd (Oryginalny tytuł: Midioda matarebeli) (Gruzja, 2005) jako dyrygent Zina
- Stara baśń. Kiedy słońce było bogiem (Polska, 2003) jako Dziwa
- Sieviernoie sijaniie (Rosja, 2001) jako Ania
- Na Dieribasowskoj choroszaia pogoda, ili na Brajton Bicz opiat idut dożdi (Rosja, USA, 1992)

### Seriale telewizyjne
- Katarzyna (Rosja, 2014) jako caryca Katarzyna II
- M.U.R (Rosja, 2011) jako żona Daniłowa
- Prawiła maskarada (Rosja, 2011) jako Anna Drużynina
- «Kiedr» pronzajet niebo (Rosja, 2011) jako Bientłi
- Ja tiebia nikomu nie otdam (Rosja, Ukraina, 2010) jako Świeta
- Garażi (Rosja, 2010)
- Tuczi nad cholmami (Oryginalny tytuł: Saka no ue no kumo) (Japonia, 2009–2011) jako Aleksandra Fiodorowna
- Prawda skrywajet loż (Rosja, 2009)
- Kotowskij (Rosja, Ukraina, 2009) Anna
- Wioła Tarakanowa 3 (Rosja, 2007) jako Tomoczka
- Utiosow. Piesnia dlinoju w żizn (Rosja, 2006) jako Elena
- Posliednij broniepojezd (Rosja, Białoruś, 2006) jako Toma
- Wioła Tarakanowa 2 (Rosja, 2005) jako Tomoczka
- Zviezda epochi (Rosja, 2005) jako Walentyna Siedowa
- Wioła Tarakanowa (Rosja, 2004) jako Tomoczka
- Tajanije sniegow (Oryginalny tytuł: La fonte des neiges) (Francja, 2004) jako Léna
- Stara baśń (2004) jako Dziwa
- Niebo w goroszek (Ukraina, 2003) jako Żenia Filatova
- Biednaia Nastia (Rosja, USA, 2003–2004) jako caryca Maria Aleksandrowna
- Gławnyie roli (Rosja, 2002) jako Eugenia
- Azazeł (Rosja, 2002) jako Lizanka von Eviert-Kolokolcewa
- Worowka 2. Sczastie na prokat (Rosja, 2002) jako Julija
- Impierija pod udarom (Rosja, 2000) jako Maria Stolypina
- ”Urodzona Gwiazda” (Rosja, 2015) jako Klaudia Kowal

### Głos
- Dziadek do orzechów (Oryginalny tytuł: The Nutcracker and the Mouseking) (USA, Rosja, Niemcy, Wielka Brytania, Wielka Brytania 2004)

### Show
- W Rosji prowadzi telewizyjny show Ostatni bohater (rosyjska wersja Survivor)[2].

## Nagrody
Na festiwalu filmowym w Saint-Tropez 2003 otrzymała nagrodę w kategorii „najlepszy debiut” za rolę w filmie La fonte des neiges.